# Chaleponcus capucinus
Chaleponcus capucinus är en mångfotingart som beskrevs av Kraus 1960. Chaleponcus capucinus ingår i släktet Chaleponcus och familjen Odontopygidae. Inga underarter finns listade i Catalogue of Life.